# La Rivière-Saint-Sauveur
La Rivière-Saint-Sauveur är en kommun i departementet Calvados i regionen Normandie i norra Frankrike. Kommunen ligger i kantonen Honfleur som ligger i arrondissementet Lisieux. År 2022 hade La Rivière-Saint-Sauveur 2 535 invånare.

## Befolkningsutveckling
Antalet invånare i kommunen La Rivière-Saint-Sauveur
Referens:INSEE